# Derbe semistriata
Derbe semistriata är en insektsart som beskrevs av John Obadiah Westwood 1840. Derbe semistriata ingår i släktet Derbe och familjen Derbidae. Inga underarter finns listade i Catalogue of Life.